# 黎平路
黎平路是中華人民共和國上海市楊浦區一條南北走向道路，南起杨树浦路，北至平凉路，全长526米，宽17.4米，道路建於清朝光绪十八年至二十八年間（1892年至1902年），最初路名為刚狄路（Kandy Road），路名來自於斯里兰卡康提。中華民国4年（1915年）更名為黎平路，路名來自於現今的贵州省黔东南苗族侗族自治州黎平縣。